# Carmentalia biformis
Carmentalia biformis är en insektsart som beskrevs av William Lucas Distant 1917. Carmentalia biformis ingår i släktet Carmentalia och familjen Ricaniidae. Inga underarter finns listade i Catalogue of Life.